# Amt Windecken
Das Amt Windecken war ein Amt der Herrschaft und späteren Grafschaft Hanau.

## Funktion
In der Frühen Neuzeit waren Ämter eine Ebene zwischen den Gemeinden und der Landesherrschaft. Die Funktionen von Verwaltung und Rechtsprechung waren hier nicht getrennt. Dem Amt stand ein Amtmann vor, der von der Landesherrschaft eingesetzt wurde. 

## Geografische Lage
Das Amt lag in der südlichen Wetterau und grenzte südwestlich an das gleichfalls Hanauer Amt Büchertal. Hauptort war die Stadt Windecken. Die Burg Windecken war bis ins 15. Jahrhundert Stammsitz der Herren und Grafen von Hanau und später Witwensitz Hanauer Gräfinnen. Damit bildete das Amt zusammen mit dem Amt Büchertal den zentralen Besitz der Herren und Grafen von Hanau.

## Geschichte
Seit 1262 waren Ostheim und Windecken, die später Teil des Amtes Windecken werden sollten, als Lehen des Bistums Bamberg an die Herren und Grafen von Hanau vergeben.
Bei der Landesteilung 1458 kam das Amt Windecken zur Grafschaft Hanau-Münzenberg. Nach dem Tod des letzten Hanauer Grafen, Johann Reinhard III., fiel die Grafschaft Hanau-Münzenberg – und mit ihr das Amt Windecken – 1736 an die Landgrafschaft Hessen-Kassel, die 1803 zum Kurfürstentum Hessen avancierte. Während der napoleonischen Zeit stand das Amt ab 1806 unter französischer Militärverwaltung, gehörte 1807–1810 zum Fürstentum Hanau und dann von 1810 bis 1813 zum Großherzogtum Frankfurt, Departement Hanau. Anschließend fiel es wieder an das Kurfürstentum Hessen zurück. Bei der kurhessischen Verwaltungsreform von 1821, im Rahmen derer Kurhessen in vier Provinzen und 22 Kreise eingeteilt wurde, wurde das Amt Windecken dem Landkreis Hanau zugeschlagen. Die alten Ämter wurden zu Justizämtern (Gerichtsbezirken) zurückgestuft. Das Justizamt Windecken existierte als Amtsgerichtsbezirk Windecken bis 1970. Mit der Auflösung des Amtsgerichts verlor Windecken seine letzte zentrale Funktion für die Region. 1866 wurde das Kurfürstentum nach dem Deutsch-Österreichischen Krieg von Preußen annektiert und ist nach dem Zweiten Weltkrieg Bestandteil Hessens geworden. Der Landkreis Hanau ging in der hessischen Gebietsreform 1974 im Main-Kinzig-Kreis auf.

## Bestandteile
- Dorfelden

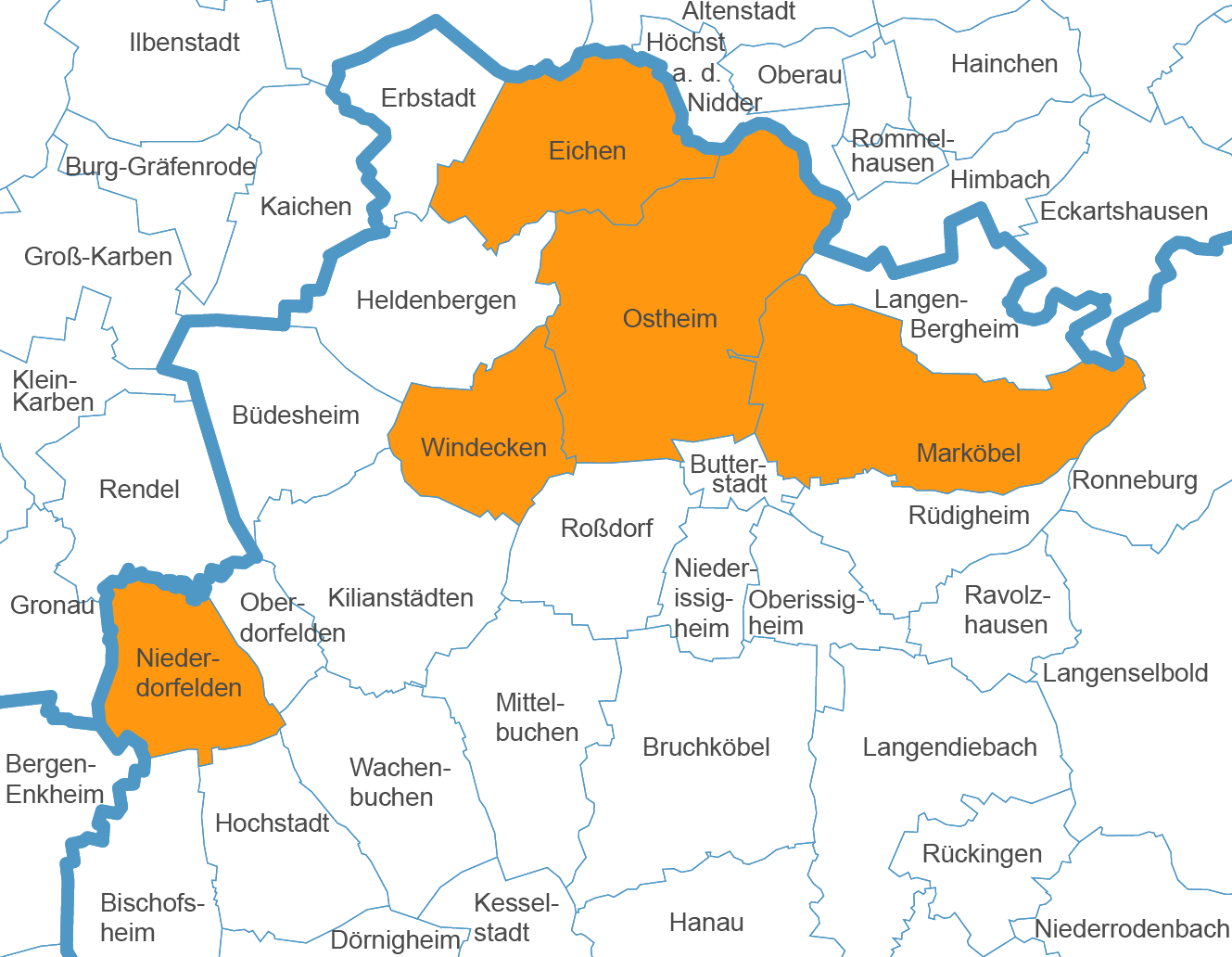
Gemarkungen des Amtes Windecken

  - Folckerslache (Hof) (Wüstung, genaue Lage unbekannt)
- Eichen
- Marköbel
  - Baiersröder Hof (heute Domäne)
  - Hirzbacher Höfe
- Ostheim
- Windecken

Auch das Hanauer/Hessische Drittel an Burg-Gräfenrode wurde bis 1806 vom Amt Windecken verwaltet.

## Einwohnerentwicklung
- 1632[2]: 467 Familien
- 1707: 494 Familien
- 1754: 682 Familien = 2932 Einwohner
- 1821: 4668 Einwohner[3]

## Amtmänner
- Johann Maximilian von Günderrode (ab 1766 Oberamtmann von Windecken und Ortenberg)